# Jorge Pautasso (baloncestista)
Jorge Pablo Pautasso (Porteña, provincia de Córdoba, 30 de agosto de 1971) es un exbaloncestista que jugaba de ala-pívot argentino.

Se inició en el club de su pueblo, Porteña Asociación Cultural y Deportiva, destacándose en las categorías inferiores. Esto lo llevó en la adolescencia en el año 1989 a sumarse al Club Atlético San Jorge, equipo que jugaba en Liga Nacional B.

Luego dio el salto a la segunda división del básquet argentino, TNA. Allí jugó a partir del año 1994 en La Unión de Colón. En el año 1997 es contratado por el Atlético Echagüe Club de la ciudad de Paraná, para jugar en la misma categoría. Tuvo un breve paso en la temporada 2000/01 por Estudiantes de Formosa, para luego retornar a Echagüe en la 2001/02.

En el año 2003, decidió probar suerte en Europa, precisamente en el país de Italia, y recaló en el club Pallacanestro Costa Volpino, equipo de la liga C2 italiana.

Se retiró del básquet profesional en el año 2010 y comenzó sus primeros pasos de entrenador en Pallacanestro Darfo de Italia.
La "vieja", a principios de 2012, se hizo cargo de la dirección técnica del club que lo vio nacer, Porteña Asociación Cultural y Deportiva. Su equipo participa de un torneo interasociativo entre la Liga Morterense de Basquetbol y La Liga San Francisco. En el año 2014, junto a PACYD salió campeón del Torneo Apertura de la liga morterense de basquetbol
Actualmente está disputando con PACyD el Torneo Asociativo, en conjunto de las ligas Morterense y San Francisco de Basquetbol.

## Clubes
| Club                                    | País      | Año         |
| --------------------------------------- | --------- | ----------- |
| Porteña Asociación Cultural y Deportiva | Argentina | 1976 - 1987 |
| Club Atlético San Jorge                 | Argentina | 1987 - 1994 |
| La Unión de Colón                       | Argentina | 1994 - 1997 |
| Echagüe de Paraná                       | Argentina | 1997 - 2000 |
| Estudiantes de Formosa                  | Argentina | 2000 - 2001 |
| Echagüe de Paraná                       | Argentina | 2001 - 2002 |
| Pallacanestro Costa Volpino             | Italia    | 2003 - 2010 |